# C'era una volta in America (Colonna sonora originale del film)
C'era una volta in America (Colonna sonora originale del film) è un album in studio del compositore italiano Ennio Morricone, pubblicato nel 1984. L'album contiene la colonna sonora originale del film omonimo, diretto da Sergio Leone.

## Descrizione
Per la composizione della colonna sonora, il regista Sergio Leone non ha mai avuto dubbi, scegliendo immediatamente il suo collaboratore di lunga data Ennio Morricone, con cui aveva lavorato per tutti i suoi western che lo avevano reso celebre in tutto il mondo. La musica del film era stata commissionata da Leone con così largo anticipo che veniva ascoltata, seppur non nella versione orchestrata, sul set durante le riprese.
La colonna sonora contiene anche brani non composti da Morricone, più precisamente: Yesterday, composto dal Beatle Paul McCartney; un brano dalla celeberrima sinfonia dell'opera La gazza ladra di Gioachino Rossini durante la scena dello scambio delle culle; God Bless America di Irving Berlin; Amapola di Joseph LaCalle; Summertime di George Gershwin e Night and Day di Cole Porter.
Arrangiato e diretto dallo stesso Morricone, nell'album, registrato nel dicembre 1983, sono coinvolti anche la cantante Edda Dell'Orso (già abituale vocalista delle colonne sonore di Morricone), nei brani Deborah's Theme, Cockeye's Song e  Friendship and Love, e il flautista rumeno Gheorghe Zamfir (già autore della colonna sonora del film Picnic ad Hanging Rock), che suona il flauto di Pan nei brani Childhood Memories e Cockeye's Song.
L'album è stato pubblicato dall'etichetta discografica Mercury in formato LP e musicassetta nel 1984. La prima edizione in CD è stata prodotta per il mercato giapponese nel 1984. Questa prima edizione in CD e le successive contengono le medesime tracce dell'LP. Nel 1995 esce una nuova edizione in CD, Special Edition, pubblicata dalla Restless Records e contenente diverse tracce aggiuntive, per un totale di 19 tracce. Questa edizione verrà successivamente ristampata numerose volte, mentre un'edizione non ufficiale del disco, pubblicata nel 2004 in Germania dalla Revolution Records, presenta un totale di 27 tracce.

## Accoglienza
La colonna sonora del film, considerata da alcuni massimo capolavoro di Ennio Morricone, ha fatto vincere al suo compositore un Los Angeles Film Critics Awards nel 1984 quale miglior colonna sonora; un premio BAFTA nel 1985 sempre come miglior colonna sonora; un Nastro d'argento, sempre nel 1985, di nuovo come miglior colonna sonora; oltre a una candidatura ai Golden Globe del 1985, ancora una volta quale miglior colonna sonora originale.

## Tracce (parziale)
LP/MC/CD 1984
1. Once Upon a Time in America – 2:20
2. Poverty – 3:35
3. Deborah's Theme – 4:28
4. Childhood Memories – 3:20
5. Amapola – 5:15
6. Friends – 1:32
7. Prohibition Dirge – 4:18
8. Cockeye's Song – 4:18
9. Amapola - Part 2 – 3:04
10. Childhood Poverty – 1:40
11. Photographic Memories – 1:00
12. Friends – 1:22
13. Friendship and Love – 4:10
14. Speakeasy – 2:23
15. Deborah's Theme / Amapola – 6:09

Durata totale: 48:54
CD 1995
1. Once Upon A Time In America
2. Poverty
3. Deborah's Theme
4. Childhood Memories
5. Amapole
6. Friends
7. Prohibition Dirge
8. Cockeye's Song
9. Amapola, Pt. 2
10. Childhood Poverty
11. Photographic Memories
12. Friends
13. Friendship
14. Speakeasy
15. Deborah's Theme - Amapola
16. Suite from Once Upon a Time In America (Includes Amapola)
17. Poverty (Temp. Version)
18. Unused Theme
19. Unused Theme (Versione 2)

## Formazione
- Ennio Morricone - direzione d'orchestra, arrangiamenti
- Edda Dell'Orso - voce nei brani Deborah's Theme, Cockeye's Song e  Friendship And Love
- Gheorghe Zamfir - flauto di pan nei brani Childhood Memories e Cockeye's Song